# Дубровин, Иван Иванович (полковник)
Иван Иванович Дубровин (18 мая 1907, д. Ляпино, Калужская губерния, Российская империя — 7 июня 1947, Тула, РСФСР, СССР) — советский военачальник, полковник (1944).

## Биография
Родился 18 мая 1907 года в деревне Ляпино ныне Мещовского района Калужская области. Русский. До службы в армии работал на алебастровом заводе в Москве.

### Военная служба

#### Межвоенные годы
5 декабря 1929 года призван в РККА Мещовским РВК и зачислен курсантом в полковую школу 251-го стрелкового полка 84-й стрелковой дивизии МВО в городе Тула, по окончании с мая 1930 года служил в том же полку командиром отделения, помощником командира взвода и старшиной полковой школы. С сентября 1932 года там же временно командовал стрелковым взводом, а с августа 1933 года — взводом полковой школы. С мая 1938 года командовал комендантским взводом управления, а с июля исполнял должность начальника административно-хозяйственной части штаба 84-й стрелковой дивизии. В последней должности принимал участие в походе Красной армии в Западной Белоруссию. С ноября 1939 года по май 1940 года находился на курсах «Выстрел». По возвращении в дивизию назначен в 41-й стрелковый полк, где проходил службу командиром роты, начальником штаба и врид командира батальона, помощником начальника штаба и начальником штаба полка. Член ВКП(б) с 1940 года. 10 декабря 1940 года дивизия была переформирована в моторизованную, а 41-й стрелковый полк капитана Дубровина — в мотострелковый. Накануне вторжения немецко-фашистских войск она входила в 3-й механизированный корпус ПрибОВО и дислоцировалась в районе Каунаса.

#### Великая Отечественная война
С началом войны 84-я моторизованная дивизия участвовала в Приграничном сражении на Северо-Западном фронте, во фронтовом контрударе под Шяуляем. Её части понесли серьёзные потери, была потеряна практически вся материальная часть. Затем они прикрывали отход войск 11-й армии. После тяжелых и кровопролитных боев на реки Неман и под Двинском дивизия понесла значительные потери и в середине июля была переформирована в стрелковую. В августе 1941 года капитан Дубровин был ранен в голову, но остался в строю. В том же месяце дивизия была выведена на переформирование в город Валдай. С сентября 1941 года она в составе 11-й и 34-й армий Северо-Западного фронта обороняла г. Валдай. В декабре капитан Дубровин вступил во временное командование этим же 41-м стрелковым полком. С 12 января 1942 года в составе 84-й стрелковой дивизии 11-й армии участвовал в Демянской наступательной операции. В феврале в боях под Старой Руссой он был ранен в ногу, но остался в строю.
В мае 1942 года командирован на учёбу в Военную академию им. М. В. Фрунзе в городе Ташкент. По окончании её ускоренного курса 6 октября направлен на Западный фронт и по прибытии назначен начальником штаба 229-й стрелковой дивизии, находившейся после боев под Сталинградом на переформировании в составе Московской зоны обороны (г. Волоколамск).
3 декабря 1942 года отстранен от должности «как не справившийся с работой» и в январе 1943 года назначен с понижением командиром 521-го стрелкового полка 133-й стрелковой дивизии. До конца февраля 1943 года её части находились в обороне на подступах к Ржеву, затем в составе 31-й армии участвовали в Ржевско-Вяземской наступательной операции. Прорвав оборону противника, они продвинулись с боями на 35 км и окружили группировку противника в районе Леоново, Свобода. Затем, прорвав оборону противника у деревни Анциферово, дивизия вышла к Днепру, форсировала реку и к 24 марта вышла к реке Вопец, где перешла к обороне. В сентябре дивизия успешно действовала в Смоленской, Ельнинско-Дорогобужской и Смоленско-Рославльской наступательных операциях. За освобождение города Смоленск ей было присвоено наименование «Смоленская» (25.09.1943). В конце ноября 1943 года была выведена в резерв Ставки ВГК и передислоцирована на Украину. С 16 января 1944 года она в составе 40-й армии 1-го Украинского фронта перешла в наступление и участвовала в Корсунь-Шевченковской и Уманско-Ботошанской наступательных операциях. В ходе последней с апреля 1944 года исполнял должность начальника штаба 133-й стрелковой дивизии, которая в это время вела бои за город Хотин. С его овладением она перешла государственную границу СССР и вступила на территорию Румынии. Затем её части с боями форсировали реку Сирет в районе Слободзии и вошли в город Пашкани. За освобождение города Бельцы и выход на государственную границу дивизия была награждена орденом Красного Знамени, а за овладение г. Хотин — орденом Суворова 2-й ст. В начале августа 1944 года дивизия была переброшена на правый фланг армии на рубеж реки Молдова и с 25 августа участвовала в Ясско-Кишиневской, затем Дебреценской наступательных операциях. В трудных условиях горно-лесистой местности в Карпатах её части преодолели большой горный перевал в районе города Топлица и в первых числах октября овладели городом Регин, затем 15 октября — городом Деж, а 25 октября — городами Сату-Маре и Карей, закончив тем самым очищение от немцев Северной Трансильвании. С 23 октября по 13 ноября 1944 года полковник Дубровин временно командовал этой же 133-й стрелковой Смоленской Краснознаменной орденов Суворова и Богдана Хмельницкого дивизией, с прибытием вновь назначенного командира полковника М. Н. Сажина переведен на должность заместителя командира 38-й стрелковой Днестровской Краснознаменной дивизии. В составе 40-й армии 2-го Украинского фронта участвовал с ней в Будапештской наступательной операции и овладении городом Мишкольц. 19 декабря дивизия вступила на территорию Чехословакии, а с 26 января 1945 года в составе 27-й армии этого же фронта приняла участие в Западно-Карпатской наступательной операции. С 13 февраля того же года и до конца войны находился на лечении в госпитале.

#### Послевоенное время
16 августа 1945 года полковник Дубровин уволен в отставку по болезни. Проживал в городе Тула, где и умер 7 июня 1947 года.

## Награды
- три ордена Красного Знамени (18.05.1943[3], 26.09.1943[4], 15.10.1943[5])
- орден Суворова 2-й степени (17.05.1944)[6]
- орден Отечественной войны 1-й степени (30.04.1945)[7]
- орден Красной Звезды (06.05.1946)[8][9]
  - медали в том числе:
  - «За боевые заслуги» (03.11.1944)[10][9]
  - «За победу над Германией в Великой Отечественной войне 1941—1945 гг.» (1945)